# Enone
Enone (em grego, Οἰνώνη( Oinó̱ni̱) e em latim, Oenone) era na mitologia grega uma ninfa que coabitou com Páris (também conhecido como Alexandre) como a sua esposa e foi abandonada ao que este passou a viver em Troia como príncipe real.

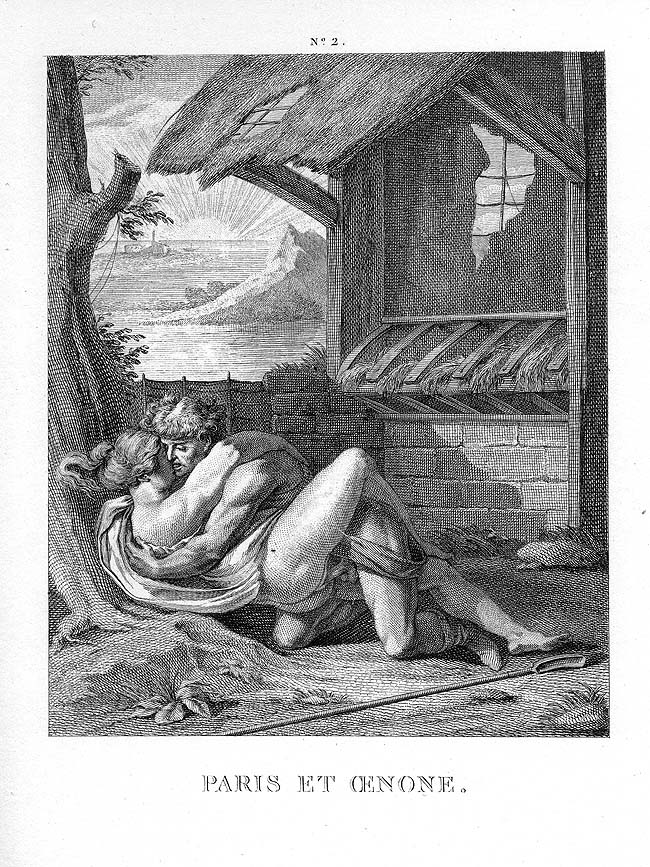
Paris et Oenone - de Agostino Carracci

Enone era filha do deus-rio Cebren, e tinha poderes de adivinhação que havia aprendido com a deusa Reia. Páris, filho de Príamo, estava levando seus rebanhos ao Monte Ida e apaixonou-se por Enone ao encontrá-la, passando então a viver com ela como se fosse o seu marido (ou, segundo Pseudo-Apolodoro, se casando com ela). Páris disse a Enone que estava tão apaixonado por ela que jurou jamais abandoná-la, mas a elevaria às mais altas honras; ela respondeu que ele estava mesmo apaixonado por ela naquele momento mas que, em algum outro momento, ele cruzaria para a Europa e, por causa de uma mulher estrangeira, traria o horror de um conflito aos seus parentes. Ela também acrescentou que ele seria ferido no evento, e que o único ser que poderia curá-lo seria ela.
Páris, porém, sempre mandava Enone parar quando ela lhe dizia essas coisas. Após algum tempo, ele realmente tomou a espartana Helena por esposa, o que deu início à chamada Guerra de Troia. Enone ficou muito perturbada, e voltou para Cebren. Na versão de Pseudo-Apolodoro, foi quando Páris foi raptar Helena que Enone o preveniu para não fazê-lo bem como para que ele a buscasse se fosse ferido, já que apenas ela poderia curá-lo.
Durante a guerra, Corythus, filho de Enone e Páris, foi a Troia ajudar os troianos e acabou também se apaixonando por Helena. Helena recebeu o jovem com muito carinho porque ele era muito belo, mas o príncipe de Troia descobriu suas intenções e o matou. Segundo Nicandro, citado por Partênio, Corythus não seria filho de Enone e sim de Helena como resultado do estupro.

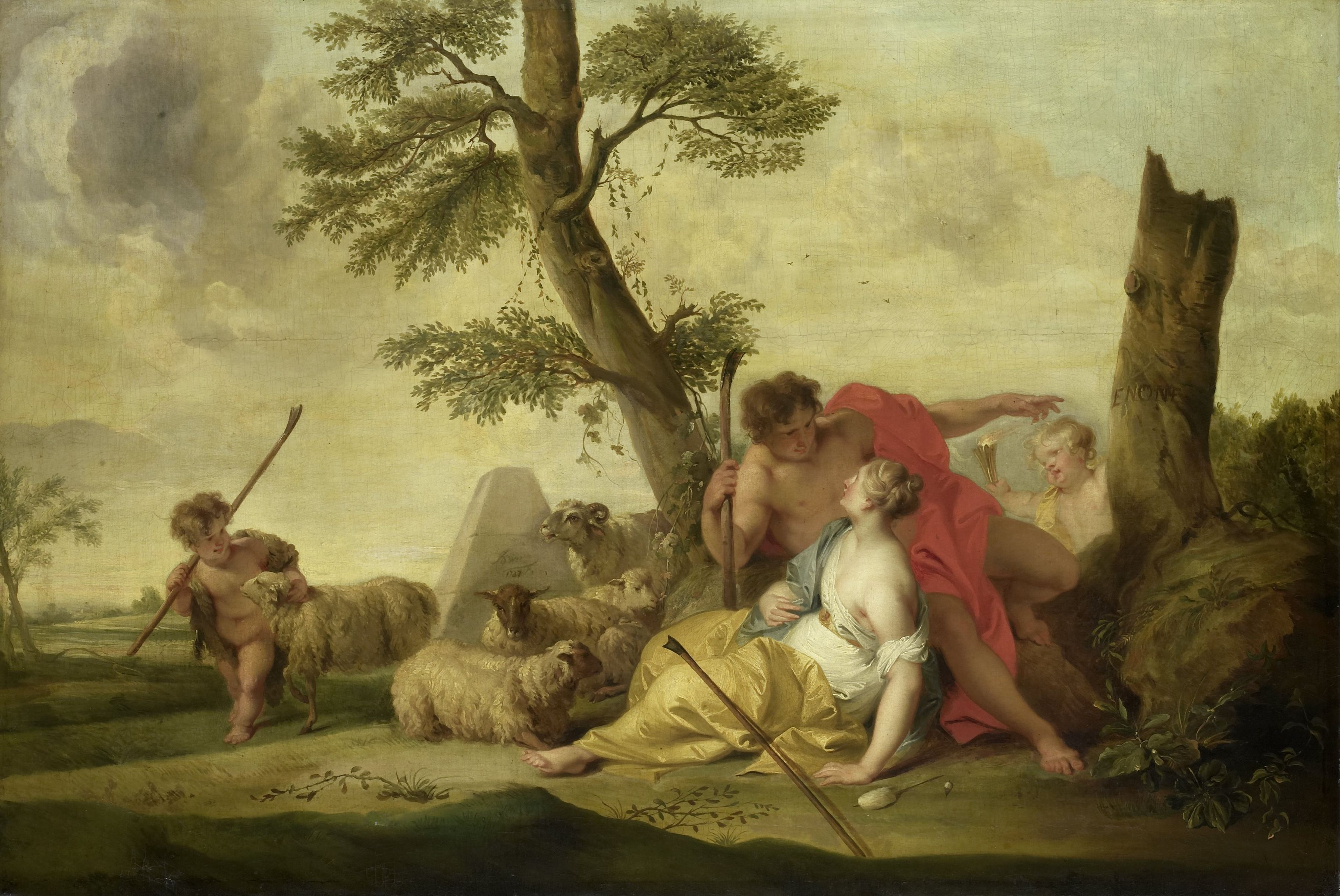
Paris en Oenone - Rijksmuseum

Páris acabou sendo ferido por uma flecha de Filoctetes. Lembrou-se então das palavras de Enone e enviou um mensageiro a ela, pedindo para que ela se apressasse em vir curá-lo bem como para que ela esquecesse o passado que havia ocorrido de acordo com a vontade dos deuses. Enone deu-lhe uma resposta dura, se rejeitou a curá-lo e mandou que Helena o curasse, mas ao mesmo tempo se apressou para ir ao local onde Alexandre estava. O mensageiro chegou primeiro, e Alexandre, sem esperanças, desistiu de lutar e morreu. Enone eventualmente se arrependeu, mas ao chegar a Troia com as ervas de cura e vê-lo morto, pôs fim à própria vida se enforcando após uma longa lamentação.